# 日本キリスト教会
日本キリスト教会（にほんキリストきょうかい）は、改革派の流れを汲む日本のプロテスタントの教派の一つ。通称は新日基、新日キ。日本基督教団に呑み込まれて崩壊した日本基督教会の再建と位置付けられている。

## 信仰告白
| 「 | 我らが主と崇むる神の独子（ひとりご）イエス・キリストは、真（まこと）の神にして真の人、永遠なる神の経綸に従ひ、人となりて人類の罪のため十字架にかかり、全き犠牲（いけにえ）をささげて贖ひを成就し、復活して永遠の生命（いのち）の保証をあたへ、救いの完うせらるる日まで我らのために執成し給ふ。おほよそ神の選びを受け、この救いの御業（みわざ）を信ずる者は、キリストに在りて義と認められ、功（いさお）なくして罪の赦しを得、神の子とせらる。また父とともに崇められ礼拝せらるる聖霊は、信ずる者を聖化し、御意（みこころ）を行はしむ。この三位一体なる神の恩恵によるにあらざれば、罪に死にたる人、神の国に入る（いる）ことを得ず。新旧約聖書は神の言（ことば）にして、そのうちに語り給ふ聖霊は、主イエス・キリストを顕示し、信仰と生活との誤りなき審判者なり。教会はキリストの体、神に召されたる世々の聖徒の交わりにして、主の委託により正しく御言を宣べ伝え、聖礼典を行ひ、信徒を訓練し、終りの日に備へつつ主の来たり給ふを待ち望む。いにしえの教会は聖書に拠りて左の告白文を作れり。我らもまた使徒的信仰の伝統に従ひ、讃美と感謝とを以てこれを告白す。（以下使徒信条） | 」 |

## 歴史

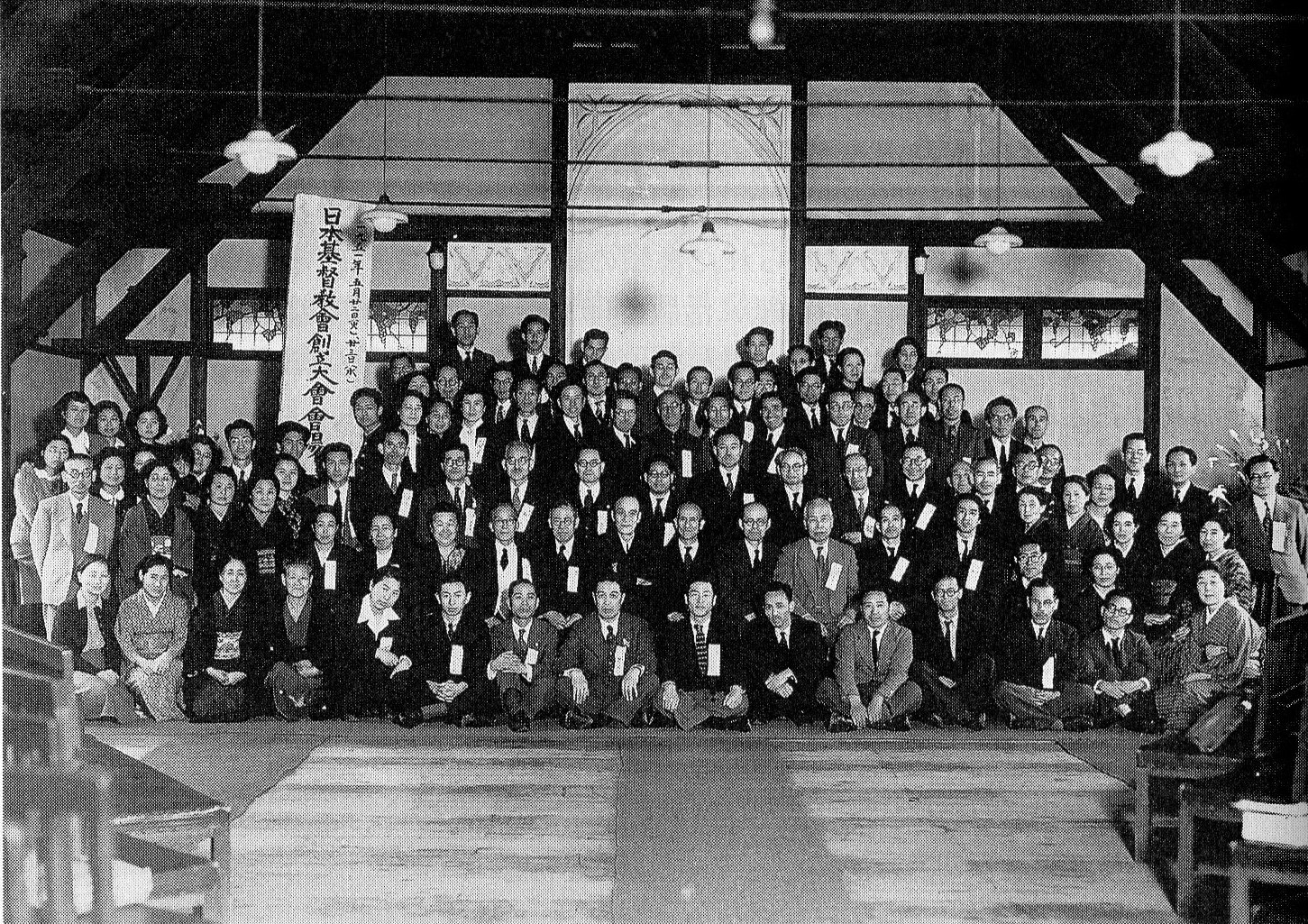
1951年(昭和26年)5月23日東京都の大森教会で開催された、日本キリスト教会創立大会

第二次世界大戦後、旧日本基督教会の関係者は「日本基督協力伝道会」を結成し、機関紙を発行して、組織的に教会協力活動を行うようになった。それは、日本基督教団の中で、福音的信仰に基づいて伝道の協力をし、合同教会の確立を目的としていた。
更に、日本基督教団創立時にあった「部制」のような「会派」を作ることを教団の執行部に要求した。しかし、その要求が受け入れられなかったため、信仰告白のない日本基督教団は教会でないと見なした。1951年神奈川県下5教会の牧師・長老が最初に教団から離脱するという声明書を公にし、大森教会や鶴見教会などが日本基督教団を離脱した。この離脱をきっかけに、複数の教会が次々に日本基督教団を離脱した。そして1951年4月3日に札幌北一条教会で14教会による北海道中会が開会。4月8日に7教会による東京中会が開会。また4月25日には、大阪北教会で近畿中会が開会された。
渡辺信夫牧師は日本基督教団のスローガンである公会主義はなかったとしている。また、離脱に際して、日本基督教団による妨害工作があったと証言する。日本基督教団は「離脱派はみな無学だ」「エキュメニズムの時代の流れに逆行する愚か者である」と言って日本キリスト教会を非難した。
1951年5月23日、佐波亘が牧師をしていた大森教会で日本基督教会の創立大会を開催した。議長は大森教会の佐波亘、書記は鶴見教会の堀内友四郎。その時の参加教会は、北海道中会16教会、東京中会8教会、近畿中会15教会の合計39教会（教会と伝道教会を合わせて）だった。その時の指導者は、佐波亘、堀内友四郎、植村環、藤田治芽、小野村林蔵などであった。

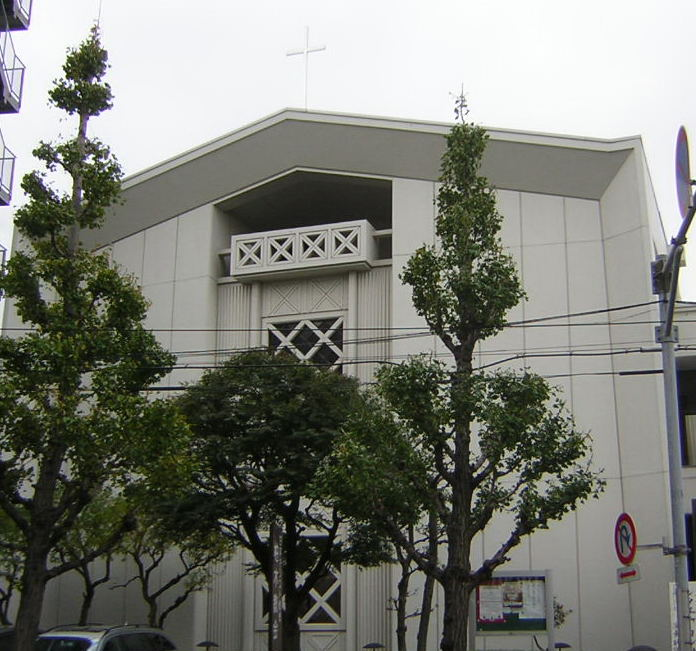
日本キリスト教会柏木教会

1953年10月、植村環が牧師を務める柏木教会で開催された第三回大会で、信仰告白と憲法・規則を制定した。また、大小二つの教理問答を作成した。1954年の西宮中央教会で開催された第四回大会で、1955年4月から日本基督教会の神学校を設立する旨を決議し、大森教会を仮校舎にすることとした。
日本基督教会立の神学校設立の準備に、また設立後は理事長として、鶴見教会牧師である堀内友四郎が尽力した。
日本基督教団の都田恒太郎牧師は、ジャパンタイムズ1957年1月14日号で、日本キリスト教会の離脱は、アメリカから資金を受けるための行為だと批判したが、ジョン・ML・ヤング宣教師はその事実はないと指摘している。
1956年10月に柏木教会で開催された第六回大会で、世界改革教会連盟（WARC）に加入する決議をし、1957年に加入が承認された。
1958年、東京都世田谷区弦巻の建物に神学校の校舎及び大会事務所を移した。
1990年、第40回大会で「韓国、朝鮮の教会に対して行った神社参拝強要についての告白と謝罪」を決議した。
1995年、日本キリスト教会に改称。信仰告白および憲法規則の全面的な改訂を行った。同年4月、大会事務所及び神学校を埼玉県川越市に移転した。
2023年10月の第73回大会で日本キリスト教協議会（NCC)に加盟する決議をし、2024年3月NCC総会で承認された。

## 組織と教勢
- 全教会：1万255人（2022）
- 北海道中会：
  - 教会：21
  - 伝道所：10
- 東京中会
  - 教会：31
  - 伝道所：13
- 近畿中会
  - 教会：30
  - 伝道所：10
- 九州中会
  - 教会：10
  - 伝道所：6
- 神学校：1

## 交通アクセス
- 大会事務所•神学校：東武東上線霞ヶ関駅下車
  - 東武バスウエスト川越シャトル 10系統 小堤停留所から徒歩1分川越シャトルの車両
鶴ヶ島駅西口にて
東武バスウエスト 9869号車
  - 北口から徒歩15分

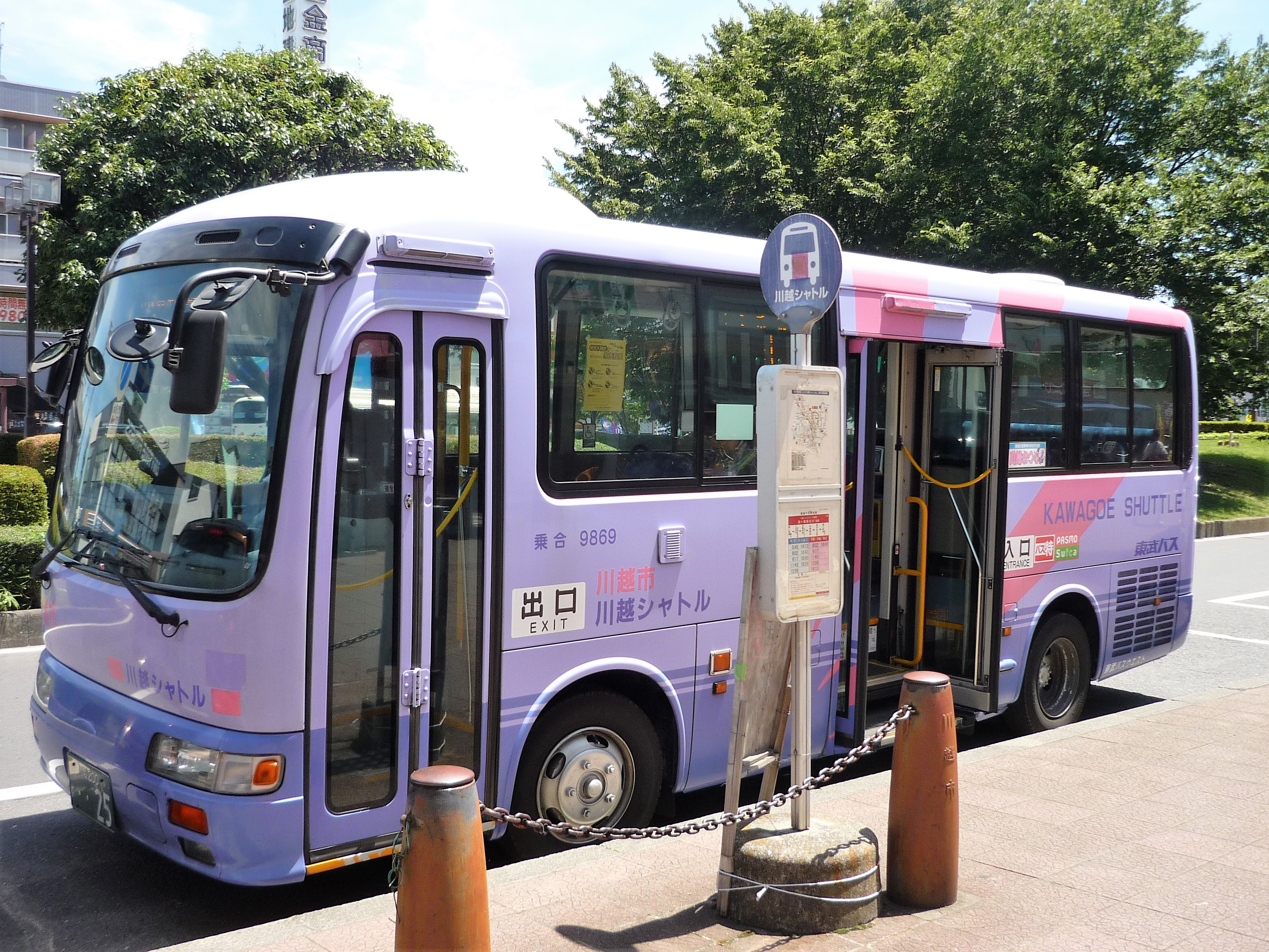
川越シャトルの車両
鶴ヶ島駅西口にて
東武バスウエスト 9869号車

- 北海道中会事務所•苫小牧教会（〒053-0025 苫小牧市本町2-2-12）
  - 道南バス大町2丁目停留所
    - 01永福三条線
    - 11澄川錦岡線
    - 12川沿ときわ線

  - 北海道旅客鉄道苫小牧駅下車、徒歩約17分